# Benő Attila
Benő Attila (Marosvásárhely, 1968. május 10. –) nyelvész, költő, egyetemi tanár a kolozsvári Babeș–Bolyai Tudományegyetemen. Kutatási szakterülete: szociolingvisztika, kontaktológia, fordításelmélet.

## Élete
1987-ben érettségizett Marosvásárhelyen. 1995-ben fejezte be egyetemi tanulmányait a Babeș–Bolyai Tudományegyetem Bölcsészkarán, magyar-angol szakon. 2000-ben szerzett doktori címet a kolozsvári egyetemen. 1996-tól oktató a kolozsvári egyetem Magyar és Általános Nyelvészeti Tanszékén. 2001-től a Szabó T. Attila Nyelvi Intézet ügyvezetője. Az Alkalmazott Nyelvészeti Közlemények című folyóirat tanácsadó testületének és a Nyelv- és Irodalomtudományi Közlemények szerkesztőbizottságának tagja. 2013-ban Budapesten, az Eötvös Loránd Tudományegyetemen habilitált doktori címet szerzett.
Felesége Benő Eszter, műfordító, idegennyelv-tanár.

## Szervezeti tagságok
- MTA Modern Filológiai Társaság
- Nemzetközi Magyarságtudományi Társaság
- Erdélyi Múzeum-Egyesület
- Erdélyi Magyar Írók Ligája
- Termini Magyar Nyelvi Kutatóhálózat
- Magyar Alkalmazott Nyelvészek és Nyelvtanárok Egyesülete

## Díjak, elismerések
- Az Év könyve díj – Erdélyi Múzeum-Egyesület (2021)
- Kiválósági díj tudományos kutatásért – Babeș–Bolyai Tudományegyetem (2021)
- A Román Írószövetség Bretter György-díja a A dolgok másik neve című tanulmánykötetért (2012)

## Nyelvészeti publikációk

### Önálló kötetek
- A magyar nyelv Romániában (Erdélyben). Kolozsvár – Budapest. Erdélyi Múzeum-Egyesület – Gondolat Könyvkiadó (társszerző: Péntek János), 2020.
- Kontaktusjelenségek az erdélyi magyar nyelvváltozatokban; Erdélyi Múzeum-Egyesület, Kolozsvár, 2014 (Erdélyi Tudományos Füzetek 281.)
- A dolgok másik neve. Komp-Press Kiadó, Kolozsvár, 2011.
- A kölcsönszó jelentésvilága. Erdélyi Múzeum-Egyesület, Kolozsvár, 2004.  (Erdélyi Tudományos Füzetek 244.)
- Kontaktológia. A nyelvi kapcsolatok alapfogalmai. Egyetemi Műhely Kiadó, Kolozsvár, 2008.
- Nyelvi érintkezések, nyelvi dominanciák az erdélyi régióban.  Szabó T. Attila Nyelvi Intézet Kiadványai 1., Anyanyelvápolók Erdélyi Szövetsége, Kolozsvár (társszerző: Péntek János), 2003.

### Szerkesztett kötetek
- Kognitív és pszicholingvisztikai szempontok a nyelvi érintkezések vizsgálatában;  Benő Attila – Péntek János (szerk.) A Szabó T. Attila Nyelvi Intézet Kiadványai 11.  Sepsiszentgyörgy: Anyanyelvápolók Erdélyi Szövetsége. 2020.
- Tudományköziség és magyarságtudomány a nyelvi dimenziók tükrében. A VIII. Nemzetközi Hungarológiai Kongresszus (Pécs, 2016. augusztus 22-27.) három szimpóziumának előadásai;  szerk. Benő Attila et al.; Termini Egyesület, Törökbálint, 2017.
- Élőnyelvi kutatások és a dialektológia. Válogatás a 19. Élőnyelvi Konferencia – Marosvásárhely, 2016. szeptember 7-9. – előadásaiból; szerk. Benő Attila, Fazakas Noémi; Erdélyi Múzeum-Egyesület, Kolozsvár, 2017.
- Stilus virum arguit – A stílus elárulja az embert. Köszöntő kötet Máthé Dénes 65. születésnapjára; szerk. Benő Attila,  Fazakas Emese; Egyetemi Műhely Kiadó, Kolozsvár, 2017.

- Az ember és a nyelv, térben és időben. Emlékkönyv Szabó T. Attila születésének 110. évfordulóján; szerk. Benő Attila, T. Szabó Csilla; Erdélyi Múzeum-Egyesület, Kolozsvár, 2016.

- Többnyelvűség és kommunikáció Kelet-Közép-Európában. XXIV. Magyar Alkalmazott Nyelvészeti Kongresszus. Kolozsvár, 2014. április 24-26.; szerk. Benő Attila, Fazakas Emese, Zsemlyei Borbála; Erdélyi Múzeum-Egyesület, Kolozsvár, 2015.

- "...hogy legyen a víznek lefolyása...". Köszöntő kötet Szilágyi N. Sándor tiszteletére; szerk. Benő Attila, Fazakas Emese, Kádár Edit; Erdélyi Múzeum-Egyesület, Kolozsvár, 2013.
- A Termini Magyar Nyelvi Kutatóhálózat tíz éve. Tanulmányok, beszámolók, kutatási programok; szerk. Benő Attila, Péntek János; Gamma Nyelvi Iroda–Szabó T. Attila Nyelvi Intézet, Kolozsvár–Dunaszerdahely, 2011.
- Nyelvek és nyelvváltozatok; szerk. Benő Attila, Fazakas Emese, Szilágyi N. Sándor; Anyanyelvápolók Erdélyi Szövetsége, Kolozsvár, 2007.
- Nyelvi közösségek – nyelvi jogok;  szerk. Benő Attila – Szilágyi N. Sándor; Anyanyelvápolók Erdélyi Szövetsége, Kolozsvár, 2006.
- Nyelvi jogi környezet és nyelvhasználat; szerk. Péntek János, Benő Attila; Anyanyelvápolók Erdélyi Szövetsége, Kolozsvár, 2005.

### Szótárak
- Termini magyar–magyar szótár és adatbázis. http://termini.nytud.hu/htonline/present.php?action=szerkesztoseg
- Magyar–román közigazgatási szótár (társszerkesztő: Becze Orsolya, Erdély Judit, Nagy Zsuzsanna, Ördög–Gyárfás Eszter, Sárosi Mardírosz Krisztina) Anyanyelvápolók Erdélyi Szövetsége, Sepsiszentgyörgy, 2004.
- Román–magyar oktatásterminológiai szótár (szerkesztő munkatárs: Sárosi-Mardírosz Krisztina), Anyanyelvápolók Erdélyi Szövetsége, Sepsiszentgyörgy, 2008.
- Román–magyar oktatásterminológiai szótár (második bővített és javított kiadás) Anyanyelvápolók Erdélyi Szövetsége, Sepsiszentgyörgy, 2009.
- Román–magyar kulturális szótár (főszerk.) Anyanyelvápolók Erdélyi Szövetsége, Sepsiszentgyörgy, 2009. http://sztanyi.ro/download/swf1/
- Dicţionar cultural maghiar–român (Magyar–román kulturális szótár) (red. Benő Attila – Péntek János) Anyanyelvápolók Erdélyi Szövetsége, Sepsiszentgyörgy, 2013. http://sztanyi.ro/download/swf2/

### Tanulmányok
- Publikációs jegyzék
- Nyelvi jogok Archiválva 2008. május 31-i dátummal a Wayback Machine-ben
- Regio
- Szimbólum és értelmezés. Másodlagos szimbolizáció a nyelvhasználatban. https://kellek.adatbank.ro/pdf/2/010Beno.pdf

## Szépirodalmi publikációk

### Verseskötetek
- Egy század arcai (Poéma). Erdélyi Híradó, Kolozsvár, 2017.
- A kórus és a kutyák. Erdélyi Híradó, Kolozsvár, 2011.
- Egy nap és a többi. Erdélyi Híradó, Kolozsvár, 2005.
- Visszatérintés. Mentor Könyvkiadó, Marosvásárhely, 1997.
- Csontkalitka. Kriterion Könyvkiadó, Bukarest, 1995.

### Szépirodalmi folyóiratokban közölt versek
- Agria http://www.agriafolyoirat.hu/pdf/Agria21_2012_tel.pdf Archiválva 2016. március 4-i dátummal a Wayback Machine-ben
- Bárka http://www.barkaonline.hu/archivum/barka_200904.pdf
- Forrás[halott link]
- Helikon Archiválva 2012. június 25-i dátummal a Wayback Machine-ben
- Holmi
- Látó Archiválva 2014. augusztus 11-i dátummal a Wayback Machine-ben
- Magyar Napló
- Parnasszus
- Poesis International
- Székelyföld Archiválva 2016. március 4-i dátummal a Wayback Machine-ben
- Szőrös Kő[halott link]
- Tiszatáj
- Várad

### Kritikák, méltatások
- Bertha Zoltán: Önelemző belső líraiság. Agria 2012. Ősz. 240-242.http://www.agriafolyoirat.hu/pdf/Agria20_2012_osz.pdf
- Király László: Lépcsők. Helikon. 2012. 7. (597) sz.[halott link]
- Kicsi Sándor András: AKIKNÉL A FRÁJER MÁR KÖZNYELVI. Román–magyar kulturális szótár. Szerkesztette Benő Attila. Holmi 2011/09
- Borcsa János: Nyelvünk és életünk. Háromszék. 2012. szeptember 1.
- Lőrincz Julianna: Benő Attila: Kontaktológia. A nyelvi kapcsolatok alapfogalmai. Alkalmazott Nyelvészeti Közlemények. Interdiszciplináris tanulmányok 2010. V. évfolyam, 1. szám. Miskolc, Egyetemi Kiadó. 264–267
- Málnási Ferenc: Benő Attila: Kontaktológia
- Gál Noémi: Benő Attila – Sárosi-Márdirosz Krisztina szerk. Román–magyar oktatásterminológiai szótár . Anyanyelv-pedagógia 2008. 2–3. sz.
- Zsemlyei Borbála: Oktatásról magyarul. Korunk 2010. 8. szám, 110–112.
- Katona Hajnal: Kultúra és jelkép. Korunk 2010. 8. szám, 112–115.
- Simoncsics, Péter: The Kolozsvár School of Hungarian Linguistics. Eurasian Studies Yearbook 798 (2006): 101, 103
- Décsy, Gyula: Two New Books Addressing Devernaculairzation of Finno-Ugric Ethnic Minorities by Superior Indo-European Nations. Eurasian Studies Yearbook 79 (2007): 138.
- Málnási Ferenc: Román–magyar oktatásterminológiai szótár. Magiszter 2009. 15. sz: 112, 113, 114.[halott link]
- Komoróczy György Könyvespolc: két szótár. Krónika 2010. ápr. 16.[halott link]
- Demeter Zsuzsa: Nyelv-emlékek Helikon 2006. 4. sz. Archiválva 2012. június 25-i dátummal a Wayback Machine-ben